# 仁科洋一
仁科 洋一（にしな よういち、1952年1月5日 - ）は、日本の政治家。山形県小国町長（3期）。

## 来歴
山形県小国町増岡生まれ。1974年（昭和49年）4月、日本大学卒業。東芝セラミクス株式会社（現・クアーズテック）に就職。米国に赴任し、カリフォルニア州とオレゴン州で暮らした。帰国後、新潟や名古屋の工場勤務を経て、取締役上席常務に就任した。
2016年（平成28年）7月27日に行われた小国町長選挙に立候補し、現職の盛田信明との一騎打ちを制し初当選を果たした。8月2日、町長就任。
※当日有権者数：6,868人 最終投票率：87.27%（前回比：－0.24pts）
| 候補者名 | 年齢 | 所属党派 | 新旧別 | 得票数  | 得票率 | 推薦・支持 |
| -------- | ---- | -------- | ------ | ------- | ------ | ---------- |
| 仁科洋一 | 64   | 無所属   | 新     | 3,269票 | 54.95% |            |
| 盛田信明 | 60   | 無所属   | 現     | 2,680票 | 45.05% |            |

2020年7月21日投開票の小国町長選挙で、盛田信明との再度の一騎打ちを制し2選（仁科洋一3,045票、盛田信明2,239票）
2024年7月23日投開票の小国町長選挙では、3度目の盛田信明との一騎打ちを制し3選（仁科洋一2,389票、盛田信明2,124票）

## 政策・主張
- 2024年7月の小国町長選挙においては、新しい地場産業を開発して雇用の場を創出するほか、子どもの遊び場を整備するなど人口減少対策に取り組んでいくことや、米坂線は町の経済や観光にとって重要であり、復旧を急いでもらえるよう関係機関に働きかけていきたいと語った。[4]